# Rhytiphora pulcherrima
Rhytiphora pulcherrima är en skalbaggsart som beskrevs av Stefan von Breuning 1965. Rhytiphora pulcherrima ingår i släktet Rhytiphora och familjen långhorningar. Inga underarter finns listade i Catalogue of Life.